# فرشاد محمدی‌مهر
فرشاد محمدی‌مهر (زادهٔ ۱۳ شهریور ۱۳۷۳)  بازیکن فوتبال اهل ایران است که در پست دفاع راست برای باشگاه نساجی مازندران بازی می‌کند.

## باشگاهی

### ذوب آهن اصفهان
فرشاد محمدی مهر محصول آکادمی ذوب آهن است او در لیگ چهاردهم به تیم بزرگسالان راه یافت اما پس از اینکه به او بازی نرسید
به تیم فوتبال گیتی پسند اصفهان پیوست؛ او برای گیتی پسند ۳۰ بار به میدان رفت. 

### پارس جنوبی جم
او در فصل ۹۶–۱۳۹۵ با تیم پارس جنوبی جم از لیگ آزادگان (دسته یک) به لیگ برتر خلیج فارس صعود کرد و در فصل بعد به عنوان یکی از عناصر اصلی این تیم به‌شمار می‌رفت به طوری که در تمام بازی‌های فصل (بجز دوبازی به علت مصدومیت) حضور داشت و مورد توجه وینفرید شفر سرمربی استقلال تهران قرار گرفت .

### استقلال تهران
در نقل انتقالات تابستانی ۱۳۹۷ به همراه میثم تیموری از پارس جنوبی جم به استقلال پیوست. اولین بازی فرشاد محمدی مهر با پیراهن استقلال مقابل تیم پیکان تهران در هفته اول لیگ برتر صورت گرفت .نخستین پاس گل او در بازی رفت استقلال و  صنعت نفت آبادان (لیگ  ۱۳۹۷–۱۳۹۸) بود که همام طارق توانست آن را گل کند و استقلال ۳–۰ در برابر صنعت نفت به پیروزی رسید.

### شهر خودرو
در  نقل و انتقالات تابستانی ۲۰۱۹ وی به باشگاه فوتبال شهر خودرو پیوست.

### ذوب آهن اصفهان
در نقل و انتقالات زمستانی لیگ نوزدهم فرشاد محمدی مهر به ذوب آهن اصفهان بازگشت. اوج کار وی در لیگ بیستم و در لباس این تیم بود که او موفق شد بار ها از روی ضربات ایستگاهی برای تیمش گل بزند.

## آمار باشگاهی
تا تاریخ ۳۰ ژوئیه ۲۰۲۱
| عملکرد           | عملکرد           | عملکرد           | لیگ      | لیگ      | جام      | جام      | قاره‌ای | قاره‌ای | مجموع | مجموع |
| فصل              | باشگاه           | لیگ              | بازی     | گل       | بازی     | گل       | بازی   | گل     | بازی  | گل    |
| ایران            | ایران            | ایران            | لیگ برتر | لیگ برتر | جام حذفی | جام حذفی | آسیا   | آسیا   | مجموع | مجموع |
| ---------------- | ---------------- | ---------------- | -------- | -------- | -------- | -------- | ------ | ------ | ----- | ----- |
| ۲۰۱۵-۲۰۱۶        | گیتی پسند        | لیگ آزادگان      | ۳۰       | ۰        | ۰        | ۰        | _      | _      | ۳۰    | ۰     |
| مجموع گیتی پسند  | مجموع گیتی پسند  | مجموع گیتی پسند  | ۳۰       | ۰        | ۰        | ۰        | _      | _      | ۳۰    | ۰     |
| ۲۰۱۶-۲۰۱۷        | پارس جنوبی       | لیگ آزادگان      | ۲۳       | ۱        | ۱        | ۰        | _      | _      | ۲۴    | ۱     |
| ۲۰۱۷-۲۰۱۸        | پارس جنوبی       | لیگ برتر         | ۲۸       | ۱        | ۱        | ۰        | _      | _      | ۲۹    | ۱     |
| مجموع پارس جنوبی | مجموع پارس جنوبی | مجموع پارس جنوبی | ۵۱       | ۲        | ۲        | ۰        | _      | _      | ۵۳    | ۲     |
| ۲۰۱۸-۲۰۱۹        | استقلال          | لیگ برتر         | ۹        | ۰        | ۱        | ۰        | ۰      | ۰      | ۱۰    | ۰     |
| مجموع استقلال    | مجموع استقلال    | مجموع استقلال    | ۹        | ۰        | ۱        | ۰        | ۰      | ۰      | ۱۰    | ۰     |
| ۲۰۱۹-۲۰۲۰        | شهر خودرو        | لیگ برتر         | ۱۲       | ۰        | ۱        | ۰        | ۰      | ۰      | ۱۳    | ۰     |
| مجموع شهرخودرو   | مجموع شهرخودرو   | مجموع شهرخودرو   | ۱۲       | ۰        | ۱        | ۰        | ۰      | ۰      | ۱۳    | ۰     |
| ۲۰۱۹-۲۰۲۰        | ذوب آهن          | لیگ برتر         | ۱۲       | ۰        | ۰        | ۰        | _      | _      | ۱۲    | ۰     |
| ۲۰۲۰-۲۰۲۱        | ذوب‌آهن           | لیگ برتر         | ۲۶       | ۴        | ۱        | ۰        | _      | _      | ۲۷    | ۴     |
| مجموع ذوب آهن    | مجموع ذوب آهن    | مجموع ذوب آهن    | ۳۸       | ۴        | ۱        | ۰        | _      | _      | ۳۹    | ۴     |
| مجموع آمار       | مجموع آمار       | مجموع آمار       | ۱۴۰      | ۶        | ۵        | ۰        | ۰      | ۰      | ۱۴۵   | ۶     |

- آمار پاس گل

| فصل       | تیم      | پاس گل |
| --------- | -------- | ------ |
| ۲۰۱۸-۲۰۱۹ | استقلال  | ۱      |
| ۲۰۱۹-۲۰۲۰ | شهرخودرو | ۲      |

## افتخارات

### باشگاهی
- پارس جنوبی جم
  - قهرمانی در لیگ آزادگان ۹۶–۱۳۹۵ (صعود به لیگ برتر)